# المدرسة الإعلام الجديد الدولية
المدرسة الإعلام الجديد الدولية هي مدرسة دولية خاصة تقع في لوبيك، ألمانيا.

## الروابط الخارجية
1. ↑  "ISNM - International School of New Media at the University of Luebeck, Germany". www.isnm.de. مؤرشف من الأصل في 2024-11-26. اطلع عليه بتاريخ 2022-09-28.

- International School of New Media website
- ISNM Research